# Ludvík Chlum
Ludvík Chlum (19. srpna 1866 Klatovy – 19. února 1932 Praha-Královské Vinohrady) byl rakouský právník, novinář a politik české národnosti z Moravy; poslanec Moravského zemského sněmu a jeden z předáků české menšiny v Jihlavě a jihlavském jazykovém ostrově.

## Biografie
Narodil se v západočeských Klatovech. Jeho otec Karel Chlum byl kapelníkem husarského pluku, matka Kateřina, rozená Pubcová pocházela též z Klatov. V období let 1875–1883 studoval na reálném a vyšším gymnáziu v Klatovech, pak studoval práva na české univerzitě v Praze. Během třetího roku studií působil jako jednoroční armádní dobrovolník ve Vídni. V květnu 1889 získal v Praze titul doktora práv. Po jeden rok pracoval na praxi u okresního soudu v Klatovech, pak další rok na praxi u zemského soudu v Praze. Následně nastoupil jako koncipient do klatovské advokátní kanceláře Karla Hostaše. Byl veřejně aktivní. Po dva roky předsedal akademickému spolku Úhlava, byl jednatelem občanského politického klubu v Klatovech a přednášel na veřejných schůzích. Podílel se na činnosti redakce Klatovských listů.
V červenci 1893 se přestěhoval do Jihlavy, kde se stal koncipientem v advokátní kanceláři Karla Maláta, jenž tehdy patřil mezi předáky jihlavské české menšiny. V září 1896 si otevřel vlastní advokátní kancelář. Byl tehdy jedním ze tří jihlavských českých advokátů. Angažoval se v českém spolkovém a politickém životě v Jihlavě. Společně s Malátem působil v Jihlavských listech. Profiloval se jako mladočech a spolupracoval s Janem Mášou. V roce 1895 byl spolu s Mášou odsouzen v pokutě za své články, v nichž brojil proti německým aktivitám ve Štokách. Poté, co se Máša odstěhoval do Brna, koupil Chlum jihlavskou tiskárnu a pokračoval ve vydávání Jihlavských listů. Byl aktivní ve spolku Jihlavská beseda, podílel se na výstavbě nového Besedního domu dokončeného roku 1894. Patřil mezi aktivisty organizace Ústřední matice školská a inicioval vznik její pobočky Školská matice jihlavská roku 1907, jíž pak až do sklonku svého života předsedal. Školská matice jihlavská zajistila roku 1910 zřízení první třídy české měšťanské školy. V roce 1919 pak došlo k vzniku českého státního reálného gymnázia. Podobně aktivní byl i v menšinovém spolku Národní jednota pro jihozápadní Moravu (v letech 1910–1916 člen jejího ústředního výboru). Byl činný i v Sokole a působil coby jednatel jihlavské pobočky Klubu českých turistů. V roce 1904 založil úvěrní ústav v Jihlavě a byl jeho ředitelem.
Zapojil se i do vysoké politiky. V zemských volbách roku 1906 byl zvolen na Moravský zemský sněm, kde zastupoval kurii městskou, český obvod Třebíč, Náměšť, Jihlava atd. Do sněmu byl zvolen jako kandidát Lidové strany na Moravě (moravská odnož mladočeské strany). Ta se roku 1909 sloučením lidové a pokrokové strany transformovala na Lidovou stranu pokrokovou na Moravě, v jejímž klubu se Chlum uvádí.
Během první světové války byl pod policejním dozorem. Podezření v očích státních úřadů budil zejména dar pro srbský Červený kříž, který poskytl před válkou. V roce 1915 byl odsouzen k šesti měsícům těžkého žaláře. Důvodem mělo být to, že nesmekl klobouk během rakouské hymny. Byl ale osvobozen a strávil jen tři dny v zajišťovací vazbě. Podle jiného zdroje ovšem strávil 19 měsíců ve vězení na Špilberku. Ve dnech bezprostředně po vyhlášení samostatného státu na přelomu října a listopadu 1918 byl členem Národního výboru v Jihlavě, který přebíral moc ve městě. Poté, co správu města převzal český vládní komisař, se Chlum stáhl z aktivní politiky. Nadále ovšem pokračoval ve svých aktivitách na podporu českého živlu v nyní již etnicky silně promíseném jihlavském jazykovém ostrově. Publikoval právní studie v odborném tisku. V prosinci 1929 se neúspěšně snažil o zvolení v komunálních volbách coby předák vlastní kandidátní listiny. Později se přiklonil k Československé straně národně socialistické. Krátce vydával list Slovo Českomoravské vysočiny.
V roce 1930 odjel na cestu do Istanbulu. Vrátil se těžce nemocný. Prodal advokátní kancelář a v srpnu 1931 se odstěhoval do Prahy. Zemřel v únoru 1932 v Praze v bytě svého syna, kde po nějakou dobu bydlel. Příčinou úmrtí byl zápal plic.